# Pierre de la Rue
Pierre de la Rue (ur. ok. 1460 w Tournai, zm. 20 listopada 1518 w Kortrijk) – kompozytor franko-flamandzki.

## Życiorys
Był uczniem Johannesa Ockeghema. W latach 1489–92 działał w ’s-Hertogenbosch, w tamtejszej kapeli. Potem (do 1516) związany był z kapelą dworu burgundzkiego, jako śpiewak. Towarzyszył księciu Filipowi I Pięknemu w trakcie podróży do Hiszpanii. Duża liczba jego utworów znajdująca się w archiwach kapeli papieskiej w Rzymie świadczy o tym, że był również we Włoszech. Od 1501 był kanonikiem w Courtrai.

## Twórczość
Pierre de la Rue zaliczany jest do kompozytorów tworzących w stylu tzw. polifonii niderlandzkiej (szkoła franko-flamandzka). Jego kompozycje wokalne - przeważnie czterogłosowe utwory religijne - zachowują rozwiniętą technikę kanoniczną.
Znane kompozycje:
- 5 mszy wydanych jako Misse Petri de la Rue (Wenecja, 1503)
- 9 innych mszy (wydanych w zbiorach)
- 17 mszy pozostających w rękopisach
- 7 części mszalnych
- 37 motetów (niektóre wydane w zbiorach)
- 37 francuskich chansons (wydane w zbiorach)